# Cotriguaçu
Cotriguaçu – miasto i gmina w Brazylii, w stanie Mato Grosso.